# Giannis Aggelakas
Giannis Aggelakas (en grec : Γιάννης Αγγελάκας / Giánnis Angelákas) est un chanteur, compositeur et poète grec. Il s'est fait connaître en tant que leader du groupe de rock grec Trypes, de 1984 à 1999. Sa voix grave et ses textes poétiques lui valent d'être parfois comparé à Jim Morrison.

## Biographie
Né en 1959 à Thessalonique, il y rencontre Giorgos Karras avec lequel il fonde Trypes en 1983. Le groupe rencontre un énorme succès qui les propulse au statut de référence du rock grec, et les amène à effectuer plusieurs concerts à l'étranger. Après la dissolution de Trypes en 1999, Giannis Aggelakas poursuit sa carrière musicale en collaboration avec Nikos Veliotis, puis accompagné du groupe Οι Επισκέπτες (les visiteurs). Loin du punk rock de Trypes, il a su se réinventer une identité musicale en mélangeant des instruments classiques (violon, violoncelle, contrebasse, cuivres...) et traditionnel (baglama) à des sons plus électriques voire électroniques. Son album Από 'δω και πάνω, sorti en 2005, a connu en Grèce un succès digne de celui de Trypes.
Il a collaboré avec d'autres artistes grecs, dont Giorgos Christianakis pour lequel il a écrit le morceau "Κυρία των μέσα μου ανέμων" de l'album Ο Θυρωρός sorti en 2001, et Thanasis Papakonstantinou pour lequel il chante sur trois titres de l'album Βραχνός προφήτης sorti en 2000.
Giannis Aggelakas a également publié deux recueils de poésie, et fait plusieurs apparitions à l'écran, notamment dans les films Χώμα και νερό (Earth and Water, 1999) et Ο χαμένος τα παίρνει όλα (The Loser Takes All, 2003).

## Discographie

### Albums solo
- 1993: Υπέροχο τίποτα (avec Giorgos Karras)
- 2003: Ο χαμένος τα παίρνει όλα (B.O.)
- 2005: Οι ανάσες των λύκων (avec Nikos Veliotis)
- 2005: Από 'δω και πάνω
- 2007: Πότε θα φτάσουμε εδώ (avec Nikos Veliotis)

### Avec Trypes
- 1984: Τρύπες
- 1987: Πάρτυ στο 13ο Όροφο
- 1990: Τρύπες στον Παράδεισο
- 1993: Εννιά Πληρωμένα Τραγούδια
- 1994: Κράτα το σώου μαϊμού (live + unplugged)
- 1996: Κεφάλι γεμάτο χρυσάφι
- 1999: Μέσα στη νύχτα των άλλων
- 2009 Ψυχή Βαθιά (soundtrack) (All Together Now, EMI)
- 2012 Οσο κι αν δέρνει ο άνεμος, Γιάννης Αγγελάκας, Γιώργης Ξυλούρης (Ψαρογιώργης), Γιάγκος Χαιρέτης, Νίκος Βελιώτης (All Together Now)
- 2013 Η Γελαστή Ανηφόρα (All Together Now)

### Participations
- 1991: Άντε και καλή τύχη μάγκες
- 2000: Βραχνός προφήτης
- 2000: Χώμα και Νερό (B.O.)

## Poésie
- 1988: Σάλια, μισόλογα και τρύπιοι στίχοι
- 1999: Πώς τολμάς και νοσταλγείς, τσόγλανε;